# 알렉산데르 체페린
알렉산데르 체페린(Aleksander Čeferin) (1967년 10월 13일 ~ )은 슬로베니아인 변호사이다. 2011년부터 그는 슬로베니아 축구협회 회장직을 맡아왔다. 2016년 9월 14일 유럽 축구 연맹 회장에 취임하였다.